# کریستین نتسای
کریستین نتسای (انگلیسی: Christian Ntsay؛ زادهٔ ۲۷ مارس ۱۹۶۱) سیاست‌مدار اهل ماداگاسکار است. وی از ۶ ژوئن ۲۰۱۸ نخست‌وزیر ماداگاسکار است.
او همچنین از ۹ سپتامبر ۲۰۲۳ تا ۲۷ اکتبر ۲۰۰۳ رئیس‌جمهور موقت این کشور بود.